# Jelena Krykanowa
Jelena Krykanowa, ros. Елена Крыканова – radziecka łyżwiarka figurowa, startująca w parach tanecznych z Jewgienijem Płatowem. 3-krotna mistrzyni świata juniorów (1984–1986).

## Osiągnięcia
Z Jewgienijem Płatowem
| Mistrzostwa świata juniorów | 1 | 1 | 1 |